# Áyios Ilías
Áyios Ilías (Agios Ilias) är en ort i Grekland.   Den ligger i prefekturen Lefkas och regionen Joniska öarna, i den västra delen av landet, 280 km väster om huvudstaden Aten. Áyios Ilías ligger 754 meter över havet och antalet invånare är 125. Den ligger på ön Lefkas.
Terrängen runt Áyios Ilías är kuperad åt sydost, men åt nordväst är den bergig. Áyios Ilías ligger uppe på en höjd.Runt Áyios Ilías är det ganska glesbefolkat, med 23 invånare per kvadratkilometer. Närmaste större samhälle är Lefkáda, 16,5 km norr om Áyios Ilías. 